# Robert Henryson
Robert Henryson (zm. ok. 1500) – szkocki poeta żyjący w Dunfermline.
Tworzył w języku średnioszkockim. Niewiele wiadomo o jego życiu. Daty urodzin i śmierci są niepewne. Być może miał wyższe wykształcenie i stopień magistra. Nie jest jednak pewne, czy to on figuruje jako Robertus Henrisone wśród spisu studentów uniwersytetu w Glasgow w 1462 roku. Nie wiadomo też, czy to on był notariuszem, branym za świadka w 1478 roku. Wśród zachowanych utworów znajduje się m.in. trzynaście bajek tworzących The Morall Fabillis of Esope the Phrygian (opartych na bajkach Ezopa), Robene and Makyne (krótka sielanka), Testament of Cresseid (kontynuacja dzieła Troilus and Criseyde (Troilus i Criseyda Chaucera) oraz Tale of Orpheus and Eurydice his Quene (adaptacja greckiego mitu). Testament Kressydy, podobnie jak poemat Chaucera, jest napisany strofą królewską (rhyme royal), czyli zwrotką siedmiowersową, rymowaną ababbcc. W ujęciu Henrysona bohaterka staje się trędowatą żebraczką, która prosi go o datek, nie rozpoznając go jednak i pozostając nierozpoznaną przez niego. William Dunbar wspomniał Henrysona w swojej elegii na cześć umarłych poetów (Lament for the Makaris). Przemysław Mroczkowski porównał Henrysona ze względu na jego twórczość bajkopisarską do Biernata z Lublina.
W 1993 w Dunfermline założono Robert Henryson Society, popularyzujące twórczość poety.